# Marsza Alam-i nemzetközi repülőtér
A Marsza Alam-i nemzetközi repülőtér (IATA: RMF, ICAO: HEMA) (arabul: مطار مرسى علم الدولي) az egyiptomi Marsza Alam nemzetközi repülőtere. A jelentős üdülőhelynek számító várostól 60 km-re északra található.
A repülőtér építésére azért került sor, mert az európai utazók körében egyre nőtt az érdeklődés a Vörös-tengeri nyaralóhely iránt. 2003. október 16-án avatták fel, és 2011-ig a Marsza Mubarak repülőtér nevet viselte. A repülőtér magánkézben van, tulajdonosa az EMAK Marsa Alam for Management & Operation Airports, amely a kuvaiti M.A. Al-Kharafi csoport leányvállalata. Üzemeltetője az Aéroports de Paris.

## Légitársaságok és úti célok
| Légitársaság                          | Célállomások                                                               |
| ------------------------------------- | -------------------------------------------------------------------------- |
| Air Cairo                             | Prága, Graz, Katowice, Varsó-Chopin                                        |
| Anda Air                              | Szezonális charter: Kijev-Zsuljani                                         |
| Blue Panorama Airlines                | Charter: Bologna, Milánó-Malpensa, Pisa                                    |
| Edelweiss Air                         | Szezonális: Zürich                                                         |
| EgyptAir Express                      | Kairó                                                                      |
| Enter Air                             | Charter: Katowice, Wrocław                                                 |
| Eurowings                             | Bécs                                                                       |
| Germania                              | Szezonális: Bréma, Drezda, Düsseldorf, Frankfurt, Friedrichshafen, Hamburg |
| Jazeera Airways                       | Kuvait                                                                     |
| LOT                                   | Szezonális charter: Varsó-Chopin, Katowice                                 |
| Meridiana                             | Charter: Bologna, Milánó-Malpensa, Róma-Fiumicino, Torino, Verona          |
| Mistral Air                           | Charter: Milánó-Malpensa, Pisa                                             |
| Neos                                  | Charter: Bergamo, Bologna, Milánó-Malpensa, Róma-Fiumicino, Verona         |
| Small Planet Airlines                 | Róma-Fiumicino, Vilnius                                                    |
| Small Planet Airlines Poland          | Varsó-Chopin                                                               |
| SmartWings üzemeltető: Travel Service | Brno (2017. április 30-tól)                                                |
| Sun Express Deutschland               | Düsseldorf, Frankfurt, Lipcse/Halle, München, Stuttgart                    |
| Thomas Cook Airlines Scandinavia      | Szezonális: Stockholm-Arlanda                                              |
| Thomson Airways                       | Szezonális: Birmingham, London-Gatwick, Manchester                         |
| Transavia                             | Amszterdam, Eindhoven Szezonális: Groningen                                |
| Travel Service Airlines               | Prága, Varsó-Chopin                                                        |
| Travel Service Hungary                | Szezonális charter: Budapest                                               |
| Travel Service Slovakia               | Pozsony, Kassa                                                             |
| TUI Airlines Netherlands              | Amszterdam                                                                 |
| TUIfly                                | Charter: Frankfurt, Hannover, München, Stuttgart                           |
| TUIfly Belgium                        | Brüsszel                                                                   |

## Forgalom
Az utasforgalom az elmúlt években az alábbi módon változott:
| Utasok száma |      |      | 2239 | 430 121 | 642 807 | 1 182 256 | 913 616 | 575 162 | 1 738 976 | 1 537 202 |
|              | 1995 | 1998 | 2001 | 2004    | 2007    | 2010      | 2013    | 2016    | 2019      | 2022      |

## További hivatkozások
- Egyiptom repülőtereinek listája

## Fordítás
- Ez a szócikk részben vagy egészben  a   Marsa Alam International Airport című angol Wikipédia-szócikk ezen változatának fordításán alapul.  Az eredeti cikk szerkesztőit annak laptörténete sorolja fel. Ez a jelzés csupán a megfogalmazás eredetét és a szerzői jogokat jelzi, nem szolgál a cikkben szereplő információk forrásmegjelöléseként.